# Lucija Zaninović
Lucija Zaninović, née le 26 juin 1987 à Split, est une taekwondoïste croate.

## Biographie

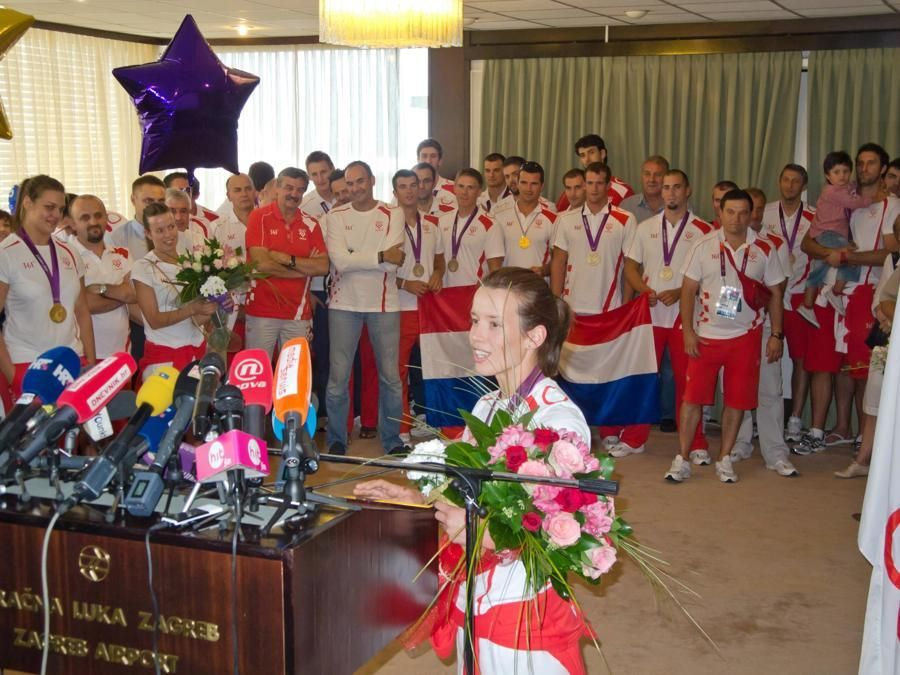
Lucija Zaninović 2012

Lucija est la sœur-jumelle de Ana Zaninović.

## Palmarès

### Jeux olympiques
- Médaille de bronze des -49 kg aux Jeux olympiques 2012 à Londres (Royaume-Uni)

### Championnats du monde
- Médaille de bronze des -49 kg du Championnat du monde 2013 à Puebla (Mexique)

### Championnats d'Europe
- Médaille d'or des -49 kg du Championnat d'Europe 2014 à Bakou (Azerbaïdjan)
- Médaille d'or des -49 kg du Championnat d'Europe 2012 à Manchester (Royaume-Uni)
- Médaille d'or des -49 kg du Championnat d'Europe 2010 à Saint-Pétersbourg (Russie)
- Médaille de bronze des -49 kg du Championnat d'Europe 2016 à Montreux (Suisse)

### Jeux européens
- Médaille de bronze des -49 kg des Jeux européens de 2015  à Bakou (Azerbaïdjan)

### Championnats d'Europe pour catégories olympiques
- Médaille de bronze en 2015 à Naltchik (Russie), en catégorie des moins de 49 kg.